# Julie Lillelund
Julie Lillelund (født 21. februar 2005 i Ikast) er en cykelrytter fra Danmark, der kører for Mountainbike Club Vejle. Hendes primære discipliner er mountainbike og cykelcross.